# 惑星NO.3
惑星NO.3（わくせいなんばーすりー）は、浅井企画に所属したお笑いトリオ。2006年結成、2012年解散。

## メンバー
飯塚 亘（いいづか わたる、1982年7月18日）
　東京都台東区出身。立ち位置は中央。
　血液型はO型。身長186cm、体重68kg
　趣味は「映画鑑賞」「ギャンブル全般」
　特技は「ボーリング」「からしを鼻の穴から食べる」
　獨協大学経済学部卒業
　解散後は、清水・飯塚共に「うぐいす」「けものん」として活動後、2016年解散する
清水 健祐(しみず けんすけ、1982年6月27日) 
　東京都台東区出身。立ち位置は右。
　血液型はA型。身長169cm、体重70kg
　趣味は「映画鑑賞」「ギャンブル全般」
　特技は「ダーツ」※プロ資格あり
　専修大学商学部中退
　解散後は、清水・飯塚共に「うぐいす」「けものん」として活動後、2016年解散する
中北 朋宏(なかきた ともひろ、1984年10月9日)
　三重県伊勢市出身。立ち位置は左。
　血液型はO型。身長163cm、体重55kg
　趣味は「映画鑑賞」「お笑いの分析」
　特技は「ウォシュレットの水をため逆噴射すること」
　皇學館大学中退
　2012年の惑星NO.3の解散後は、芸人を引退した。2018年2月に「株式会社俺」を設立。芸人の転職・就職支援「芸人ネクスト」を運営している。
　解散後に起業家として、メディア出演を果たす。
　テレビ朝日「ソノサキ」、東京FM「クロノス」、TBSラジオ「久米宏　ラジオなんですけど」

## メディア出演
- フジテレビ「農LIKE 農LIFE」出演

## 概要
コンビ名の由来は、地球が第３惑星であることと、トリオであること。また、金城一紀の「レボリューションNO.3」という小説が、３名とも好きだったため。惑星NO.3の前は、「羅笑門」というトリオ名だったが、NSCに同名がいるということで事務所より改名をすすめられる。
飯塚が初の生放送テレビ出演の際にテポドン発射とタイミングが重なりお蔵入りになった経験がある。
2006年〜2012年、浅井企画に所属し活動をする。

## 芸風
主にコントを行う。擬人化コントなどを行なっていたが、シティ派コントへ転身。「催眠術」「宇宙人に乗っ取られた人」などの持ちネタがあった。
清水が「大ボケ」を担当し変なキャラ扮するキャラ設定のネタが多かった。なお、コントと並行して漫才も行っていた時期があった。
K-PRO主催のライブなので三四郎などとレギュラーライブを持っていた。